# Danyliwka (obwód kijowski)
Danyliwka (ukr. Данилівка) – wieś na Ukrainie, w obwodzie kijowskim, w rejonie fastowskim, w hromadzie Kałyniwka. W 2001 liczyła 3600 mieszkańców, spośród których 3044 wskazało jako ojczysty język ukraiński, 542 rosyjski, 8 białoruski, 4 ormiański, 1 inny, a 1 osoba się nie zadeklarowała.